# Radikal (semitische Sprachen)
Ein Radikal, auf Deutsch auch Wurzelkonsonant genannt, bezeichnet in der Semitistik einen Konsonanten als Bestandteil der für die semitischen Sprachen grundlegenden Modellstruktur.

## Prinzip
Der Wortaufbau semitischer Sprachen konstituiert sich durch eine Abfolge von drei Konsonanten. Eine Abfolge, die als Wurzel (Radikal) bezeichnet wird und die, die Grundbedeutung eines Wortes in sich führt. Um diese Wurzel ordnet sich ein Muster aus Vokalen, genauer aus Vokalen und Konsonanten an, das entweder Bedeutungsvarianten anzeigt oder der Flexion, etwa beim Verb zur Angabe von Zeit und Zahl, dient. Die weiteren Spezifizierungen eines Wortes erfolgen etwa über Kurz- oder Langvokale innerhalb der einzelnen Radikalen und über die Verwendung von Vor-, Zwischen- bzw. Nachsilben.
Durch die Zusätze wird die Wortart (Verb, Adjektiv und Substantiv) sowie deren grammatikalische Klasse (Zeit, Zahl, Fall etc.) genau bestimmt.

## Arabische Sprache
Im Arabischen liegt den meisten Wörtern eine dreiradikalige Wurzel zugrunde. Eine solche Wurzel kann aus allen Konsonanten bestehen, also allen Buchstaben des Alphabets, wobei das Alif mit seiner Grundbedeutung Hamza (nicht seiner sekundären vokalischen Bedeutung) steht. Die Wortbildung entsteht dadurch, dass bestimmte Präfixe, Infixe oder Suffixe hinzugefügt werden.

### Beispiele
Als klassisches Beispiel dient die Wurzel ك ت ب (von rechts nach links zu lesen), DMG k–t–b:
- كتب / kataba – schreiben (Verb)
- كتاب / kitāb – Buch
- كاتب / kātib – Schreiber, Schreibender (Partizip Aktiv)
- مكتوب / maktūb – Brief, Schriftstück (Partizip Passiv)
- مكتب / maktab – Schreibtisch, Büro
- مكتبة / maktaba – Bibliothek, Buchhandlung

Alle Ableitungen einer Wurzel bilden somit gewissermaßen eine Wortfamilie, innerhalb derer sich die Reihenfolge der Wurzelkonsonanten nie ändert.
In den meisten Fällen besteht die Wurzel aus drei Konsonanten, daneben gibt es auch Wurzeln mit vier, sogenannte „vierradikalige Wurzeln“.
Die Wurzelstruktur ist auch für die arabische Konjugation von großer Bedeutung, da die verschiedenen Verbformen (Verbstämme genannt) von ihr abgeleitet sind und stets dem gleichen Muster folgen. Die Verbstämme werden üblicherweise mit römischen Zahlen nummeriert. Neben den hier angeführten Stämmen I bis X existieren auch Stämme XI bis XV, die jedoch im modernen Arabisch noch mehr als schon im klassischen Arabisch außer Gebrauch sind. Die im Arabischen übliche Beispielwurzel ist ف ع ل / f–ʿ–l (von faʿala, „er machte“). Diese 3. Person männlich Singular Perfekt aktiv wird als Grundform verwendet.
| Stamm | Grundmodell | Umschrift | Merkmal                                                                                      | Bedeutungsänderung                                                                             |
| ----- | ----------- | --------- | -------------------------------------------------------------------------------------------- | ---------------------------------------------------------------------------------------------- |
| I     | فعل         | faʿala    | Grundform                                                                                    | Grundform                                                                                      |
| II    | فعّل         | faʿʿala   | Verdoppelung des zweiten Radikals                                                            | intensivierend, kausativ, denominativ, fast immer transitive Verben                            |
| III   | فاعل        | fāʿala    | Infix ā zwischen erstem und zweitem Radikal                                                  | Einwirkung auf eine Person oder Sache, fast immer transitive Verben                            |
| IV    | أفعل        | afʿala    | Präfix a + Vokallosigkeit des ersten Radikals                                                | kausativ, denominativ und andere Bedeutungen, fast immer transitive Verben                     |
| V     | تفعّل        | tafaʿʿala | Präfix ta + II. Stamm                                                                        | intransitive Formen zum II. Stamm                                                              |
| VI    | تفاعل       | tafāʿala  | Präfix ta + III. Stamm                                                                       | reziproke Formen zum III. Stamm, transitive und intransitive Verben                            |
| VII   | اِنفعل       | infaʿala  | Präfix in                                                                                    | reflexiv, immer intransitiv                                                                    |
| VIII  | اِفتعل       | iftaʿala  | Präfix i + Vokallosigkeit des ersten Radikals + Infix ta zwischen erstem und zweitem Radikal | teils reziproke Formen, transitive und intransitive Verben                                     |
| IX    | اِفعلّ        | ifʿalla   | Präfix i + Vokallosigkeit des ersten Radikals + Verdoppelung des dritten Radikals            | Eintreten eines Zustands, immer intransitiv                                                    |
| X     | استفعل      | istafʿala | Präfix ista + Vokallosigkeit des ersten Radikals                                             | oft Bedeutung „um etwas bitten“ oder „etwas erwirken/befördern“, überwiegend transitive Verben |

Anhand dieses Modells lassen sich auch von der Wurzel ك ت ب die verschiedenen Verbformen ableiten:
- I. كتب / kataba – schreiben (eigentlich: er schrieb)
- II. كتّب / kattaba – schreiben lassen
- III. كاتب / kātaba – korrespondieren
- IV. أكتب / aktaba – diktieren
- V. تكتّب / takattaba – nicht gebräuchlich
- VI. تكاتب / takātaba – einander schreiben
- VII. اِنكتب / inkataba – sich einschreiben
- VIII. اِكتتب / iktataba – abschreiben
- IX. اِكتبّ / iktabba – nicht gebräuchlich
- X. اِستكتب / istaktaba – zu schreiben bitten

Wie zu sehen ist, haben die verschiedenen Verbformen unterschiedliche Bedeutungen, die jedoch mit dem Grundverb in enger Verbindung stehen. Eine Bedeutungsbeziehung zum Grundverb ist in anderen Fällen jedoch nicht immer erkennbar. Das Beispiel zeigt auch, dass anhand des Grundmodells theoretisch auch solche Verbformen abgeleitet werden können, die nicht in Gebrauch sind.

## Hebräische Sprache
Auch in der althebräischen Grammatik liegt dem Großteil der Wörter eine dreiradikalige Wurzel zugrunde, die aus sämtlichen Buchstaben des hebräischen Alphabets gebildet werden kann. Das Konjugationsmodell der hebräischen Verben wurde von hebräischen Grammatikern im Frühmittelalter aus der arabischen Grammatik übernommen. Mit sieben Stämmen (hebr. binjaním, wörtl. „Gebäuden“) ist es etwas einfacher aufgebaut als sein Vorbild, folgt aber denselben Mustern. Auch im Hebräischen wird die 3. Person männlich Singular Perfekt aktiv als Grundform zur Ableitung der übrigen Verbformen verwendet.
| Grundmodell | Aussprache | Bedeutungsänderung                               |           |
| ----------- | ---------- | ------------------------------------------------ | --------- |
| פעל, קל     | pa'al, qal | Grundform                                        | Grundform |
| נפעל        | nif'al     | meist Passivform von pa'al                       |           |
| פעל         | pi'el      | oft intensivierend, fast immer transitive Verben |           |
| פועל        | pu'al      | Passivform von pi'el                             |           |
| הפעיל       | hif'il     | kausativ                                         |           |
| הפעל        | hof'al     | Passivform von hif'il                            |           |
| התפעל       | hitpa'el   | reflexive Formen                                 |           |

### Beispiele
Als Beispiel für die Ableitungsmöglichkeiten einer hebräischen Wurzel sei hier ebenfalls der Begriff für schreiben, hebräisch כתב (kataw) angegeben, mit verschiedenen verbalen und nominalen Ableitungen:
- katáw (pa'al): er schrieb (Infinitiv: lichtów), davon abgeleitet:
  - michtáw: Brief; ketówet: Anschrift, Adresse
- nichtáw (nif'al): er (es) wurde geschrieben (Infinitiv: lehikatéw)
- kitéw (pi'el): er beschriftete (Infinitiv: lechatéw), davon abgeleitet:
  - kitúw: Beschriftung
- hichtíw (hif'il): „er ließ schreiben“, d. h., „er diktierte“ (Infinitiv: lehachtíw), davon abgeleitet:
  - hachtawá: Diktat
- hitkatéw (hitpa'el): er korrespondierte (Infinitiv: lehitkatéw), davon abgeleitet:
  - hitkatwút: Korrespondenz

### Theoretische Betrachtungen
Das hebräische Alphabet konstituiert sich, aus einem aus 22 Buchstaben bestehenden Alphabet. Die Anzahl gilt sowohl für das antike Althebräisch als auch für das moderne Hebräisch sowie dem biblischen Hebräischen und talmudischen Aramäisch. Im hebräischen Alphabet, mit den insgesamt 22 Buchstaben, fungieren die meisten als Konsonanten. Aber nicht alle der Buchstaben sind reine Konsonanten im klassischen Sinn, da einige auch eine besondere Funktion als Vokale in bestimmten Kontexten haben.
Aus morphologischer Betrachtung, ergibt sich die (rein rechnerische) Anzahl der möglichen Kombinationen mit „drei Konsonanten“ aus den 22 Buchstaben durch die Berechnung über die Permutation von drei Buchstaben, wobei jeder der drei Buchstaben an einer der drei Positionen der Wurzel stehen kann. Das bedeutet, dass für jede Position in der Wurzel einer der 22 Buchstaben ausgewählt werden kann.
Die Berechnung (Permutation)
lautet also:
22 × 22 × 22 = 223 = 10.648
Im Ergebnis hieße das, dass es theoretisch 10.648 verschiedene Kombinationen von „drei Konsonanten“ aus den 22 Buchstaben des hebräischen Alphabets gäbe, bei denen Wiederholungen der Konsonanten möglich sind.
Falls jedoch keine Wiederholung der „Konsonanten“ erlaubt ist, also nur einzigartige Konsonanten für jede Wurzel, dann müssten die Kombinationen ohne Wiederholung berechnet werden. Die Formel für diese Berechnung lautet:
22 × 21 × 20 = 9.240
In diesem Fall gibt es 9.240 mögliche Kombinationen von „drei verschiedenen Konsonanten“, wenn keine Wiederholung erlaubt ist.
- mit Wiederholung der Konsonanten: 10.648 Kombinationen
- ohne Wiederholung der Konsonanten: 9.240 Kombinationen

Die genaue Zahl der Wurzelradikale im Alt- und Neuhebräischen ist schwer festzulegen, da sie sowohl von der Analyse der Sprachgeschichte als auch von der lexikalischen und grammatikalischen Entwicklung abhängt. 
Im biblischen Hebräisch, dem Althebräischen sind die Wurzeln in der Regel dreikonsonantig, obwohl es auch einige zweikonsonantige und vierkonsonantige Wurzeln gibt. Ferner sind Buchstabendoppelungen möglich. Die genaue Zahl variiert je nach Quelle und Wörterbuch, aber allgemeine Schätzungen nach sind etwa 1.500 bis 2.000 Wurzeln im biblischen Hebräisch gebräuchlich.
Das Moderne Hebräisch hat sich aus dem biblischen Hebräisch entwickelt und enthält viele neue Wörter, die oft aus europäischen Sprachen entlehnt sind. Dennoch bleibt die Struktur des Hebräischen mit seinen Wurzeln und der Wortbildung durch Präfixe, Suffixe und Vokale weitgehend erhalten.
Die Zahl der Wurzeln im Neuhebräischen liegt ungefähr bei 2.000 bis 2.500.